# Lista över borgmästare i Jönköping
Detta är en lista över staden Jönköpings stads borgmästare.

## Borgmästare i Jönköping
Borgmästare i Jönköpings stad före 1971.
| Ämbetstid | Namn                        | Levnadstid | Övrigt |
| --------- | --------------------------- | ---------- | ------ |
| 1594–1595 | Gudmund Svensson            | död 1604   |        |
| 1595–1603 | Måns Jönsson                | död 1603   |        |
| 1619-1633 | Peder Gudmundsson Strömberg | 1575–1655  |        |
|           | Alexander Haijock           | 1622–1681  |        |
| 1705-1711 | Carolus Ekelund             |            |        |
| 1712–1727 | Sven Aurén                  | 1668–1727  |        |
| 1727-1750 | Magnus Hök                  | 1683–1750  |        |
| 1751–1771 | Nils Kellander              | 1697–1771  |        |
| 1772–1789 | Gustaf Cervin               | 1734–1807  |        |
| 1807-1816 | Per Lindquist               | 1771–1833  |        |
| 1833-1836 | Jonas Asker                 |            |        |
| 1836-1849 | Johan Christian Thorn       | 1803–1877  |        |
| 1849-1861 | Ferdinand Asker             | 1812–1897  |        |
| 1861-1867 | Carl Seipel                 |            |        |
| 1868-1885 | Axel Printzensköld          |            |        |
| 1886-1920 | Wilhelm Palmgren            |            |        |
| 1923-1953 | Oscar Dahlbäck              |            |        |
| 1953-1970 | Nils Rappe                  |            |        |